# ČSD-Baureihe M 120.2
Die ČSD-Baureihe M 120.2 waren zweiachsige Triebwagen der einstigen Tschechoslowakischen Staatsbahnen ČSD für den Lokalbahnverkehr.

## Geschichte
In den 1920er Jahren sahen sich die ČSD gezwungen, der wachsenden Konkurrenz des Straßenverkehrs zeitgemäße, schnellere Fahrzeuge entgegenzusetzen. Nach dem erfolgreichen Einsatz benzol-elektrischer Triebwagen im Fernverkehr auf den Hauptbahnen sollten auf den Lokalbahnen entsprechende Fahrzeuge zum Einsatz gelangen.
Während die Firmen ČKD und Škoda für diesen Einsatzzweck Straßenomnibusse auf Schienenfahrwerke montierten, entwickelte Tatra in Kopřivnice (Nesselsdorf) erstmals Fahrzeuge, bei denen ein leichter Benzinmotor in Fahrzeugmitte einen weitgehend symmetrisch aufgebauten Wagen antrieb. Ein Baumusterfahrzeug entstand 1927 mit der Bezeichnung ČSD-Baureihe M 130.0 in einem Exemplar. 1928 beschaffte die ČSD die ersten zehn Triebwagen mit der Bezeichnung M 120.2. Mit dem M 120.202 wurden auf der Lokalbahn Zadní Třebaň–Lochovice April 1928 Probefahrten durchgeführt und ab 15. Mai 1928 mit dem M 120.205 der planmäßige Betrieb aufgenommen. Zu dieser Zeit besaßen die Fahrzeuge eine Trichterkupplung. Es wurden insgesamt 26 Fahrzeuge in drei Serien beschafft. Das letzte Fahrzeug wurde 1929 dem Betrieb übergeben.
Die Triebwagen bewährten sich, die Höchstgeschwindigkeit von 54 km/h ermöglichte auf den vorgesehenen Einsatzstrecken eine deutliche Erhöhung der Reisegeschwindigkeit. Der Treibstoffverbrauch von 30 l/100 km und niedrige Unterhaltungskosten machten sie zu einem wirtschaftlichen Fahrzeug.
Tatra entwickelte das Konzept der Triebwagen wenig später weiter. Als augenfälliger Unterschied wurde der Führerstand in einer mittig angeordneten Kanzel über dem Motor angeordnet. Diese eigenwilligen, als Turmtriebwagen bekanntgewordenen Fahrzeuge wurden bis Mitte der 1930er Jahre in mehreren größeren Serien von den ČSD beschafft. Neben den Baureihen M 120.3, M 120.4 und M 130.2 wurde eine Schmalspurversion als Reihe M 11.0 in Dienst gestellt.
Einige Wagen wurden 1938 in Beiwagen umgebaut, einige in Motordraisinen umgebaut. Der letzte Wagen in Betrieb soll der M 120.210 gewesen sein, der angeblich erst 1943 aus dem Betrieb ausschied. In Pardubice ist der Kasten des M 120.206 erhalten geblieben. Er wurde in der Zeit von 2013 bis 2017 als Standobjekt wiederhergestellt und kann seit der Zeit im Bahnhof Rosice nad Labem bewundert werden. Nach Angabe der Eisenbahnfreunde in Pardubice soll sich der Kasten eines Wagens im Depot des Technischen Nationalmuseums in Prag in Čelákovice befinden.

## Fahrzeugaufbau
Als Rahmen wurden stranggepreßte Profile verwendet, die durch Querträger und Verstrebungen miteinander verbunden waren. Die Rahmenbauweise bewährte sich, sämtliche Fahrzeuge bis zum 130.3 besaßen diese Konstruktion mit zwei Lang- sowie zwei Querträgern und dem Fachwerk in der Nietkonstruktion. Der eigentliche Wagenkasten war aus Holz gefertigt und mittels eiserner Anschlusswinkel mit dem Rahmen verschraubt. Außen war der Wagenkasten mit Blech, innen mit Sperrholz verkleidet. Der Fußboden bestand aus Holz und war innen mit Filzplatten und Linoleum verkleidet. Oberhalb der Bremsklötze wurden Funkenschutzbleche zur Vermeidung von Bränden beim Bremsen angebracht. Das Dach bestand aus Holz und war innen mit Sperrholz verschalt sowie außen mit einer Dachleinwand versehen. Das Fahrgastabteil war an jeder Seite mit drei großen und zwei kleinen herablassbaren Fenstern versehen. Insgesamt hatte der Triebwagen 32 Sitz- und 33 Stehplätze. Die Sitze aus hölzernen Lattensitzen waren in der Anordnung 3+1 aufgeteilt. Längs der Wagenwand waren die mit Netzen versehenen Gepäckträger befestigt. Zur Belüftung des Wagenkastens dienten einfache Luftschächte über den Abteilfenstern.
Die beiden Führerstände waren mittels Trennwänden mit Schiebetüren vom Fahrgastraum abgetrennt, der Lokführer hatte seinen Platz in der Mitte. Über zwei nach außen öffnende Drehtüren gelangten die Reisenden zuerst in den Führerstand und danach durch die Schiebetür in den Fahrgastraum. Bei den Einstiegen waren lange Trittbretter angebracht, die dem Zugführer während der Fahrt den Überstieg zu den Beiwagen ermöglichen sollten. Ab der ČSD-Baureihe M 120.3 lag der Übergang in der Mitte mit klappbaren Blechen und Übergangsschutz, diese Anordnung war beim M 120.2 auf Grund des mittleren Führerstandes nicht möglich. Die Innenbeleuchtung des Wagens erfolgte über elektrische Glühlampen. Strom wurde durch einen Dynamo erzeugt, dieser lud die Akkumulatoren des Fahrzeuges auf.
Die beiden Achsen waren wälzgelagert. Eine von ihnen war mit einer Kardanwelle mit dem Motor und dem Getriebe verbunden. Die Achsen waren aus Chrom-Nickel-Stahl, die Räder aus Flussstahl gefertigt. Weiche Blattfedern dienten zur Abfederung des Wagenkastens. Die einfache Mittelpufferkupplung war als Trichterkupplung ausgeführt. Gebremst wurde durch eine indirekte Bremse von Knorr und eine Handbremse, die als Feststellbremse wirkte. Die Innenbackenbremse mit Asbestbelag wirkte auf die Bremsscheiben beider Achsen.
Der äußere Farbanstrich der Trieb- und Beiwagen war ursprünglich dunkelgrün, das Dach grau, Rahmen und Fahrgestell schwarz. Die Inneneinrichtung war eschenfarbig, die Decke hatte eine weiße Lackierung. Etwa ab 1930 erhielten die Schienenbusse auf den Lokal- und Nebenbahnen einen hellgrünen/beigen äußeren Anstrich zur besseren Wahrnehmung, wie er heute noch beim M 120.417 bekannt ist.

## Motor und Getriebe
Der wassergekühlte Sechszylinder Tatra-Benzinmotor war unterflur eingebaut. Der Motor besaß eine Leistung von 65 PS bei 1800/min. Die Leistungsübertragung erfolgte vom Motor über ein Wechselgetriebe auf eine Kardanwelle, welche über ein Kegelradgetriebe die Antriebsachse antrieb. Dieser Kegelradantrieb war als Wendegetriebe ausgeführt. Die Fahrtrichtungsänderung erfolgte durch das Verschwenken des Antriebskegelrades auf eines der beiden mit der Achse verbundenen Kegelräder. Zwischen Motor und Getriebe befand sich eine auslösbare Kupplung. Zur Schaltung der entsprechenden Fahrstufe diente ein Gestänge, das von einem Schalthebel betätigt wurde. Es waren vier Geschwindigkeitsstufen vorhanden. Der Wechsel der Geschwindigkeitsstufen erfolgte ebenfalls durch ein schwenkbares Getriebe.
Der Kühler war auf dem Dach angeordnet, ein Thermostat regelte die Motorkühlwassertemperatur. Die Rückkühlung des Kühlwassers geschah durch den Fahrtwind. Zusätzlich war am Motor ein Ventilator installiert, um den Motorblock zusätzlich zu kühlen. Zum Starten des Motors diente ein Anlasser des Typs Scintilla, jedoch war ein Anlassen des Motors mittels Handkurbel möglich.
Zur Bedienung des Triebwagens waren auf jedem Führerstand Anlasser, Führerbremsventil, Gashebel, Sandstreuer, Schalthebel sowie Kontrollinstrumente zur Überwachung der Betriebszustände installiert. Der Triebwagen hatte einen Treibstoffvorrat von 150 l. Dieser war unterflur in einem Behälter neben dem Motor montiert.

## Beiwagen
Passend zu den Triebwagen wurden 1928 mehrere Beiwagen geliefert, welche in den äußeren Abmessungen den Triebwagen glichen. Die Beiwagen besaßen 28 Sitzplätze in der Anordnung 2+2.

## Bilder

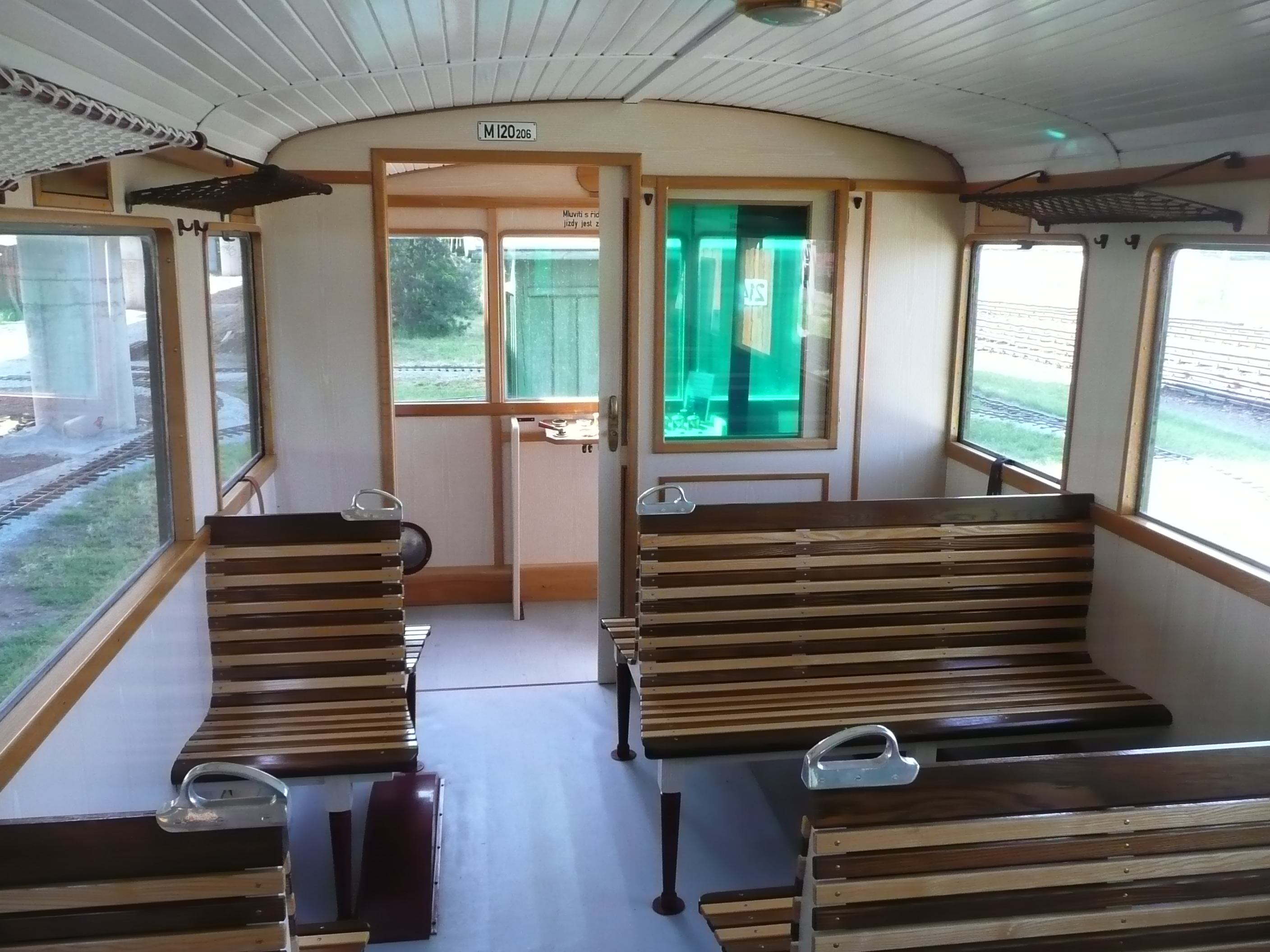
Fahrgastraum des renovierten M 120 206
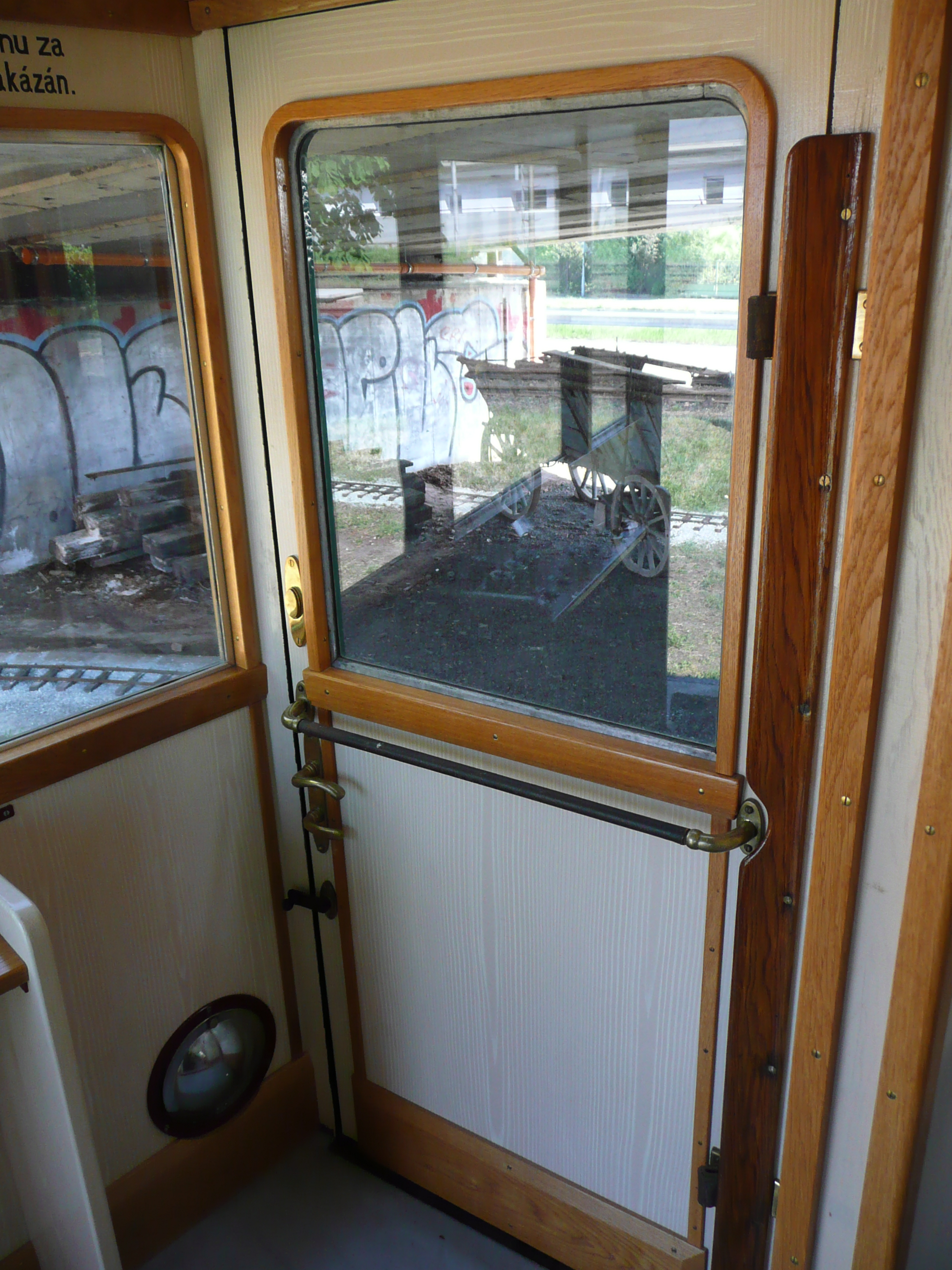
Einstiegsraum des renovierten M 120 206
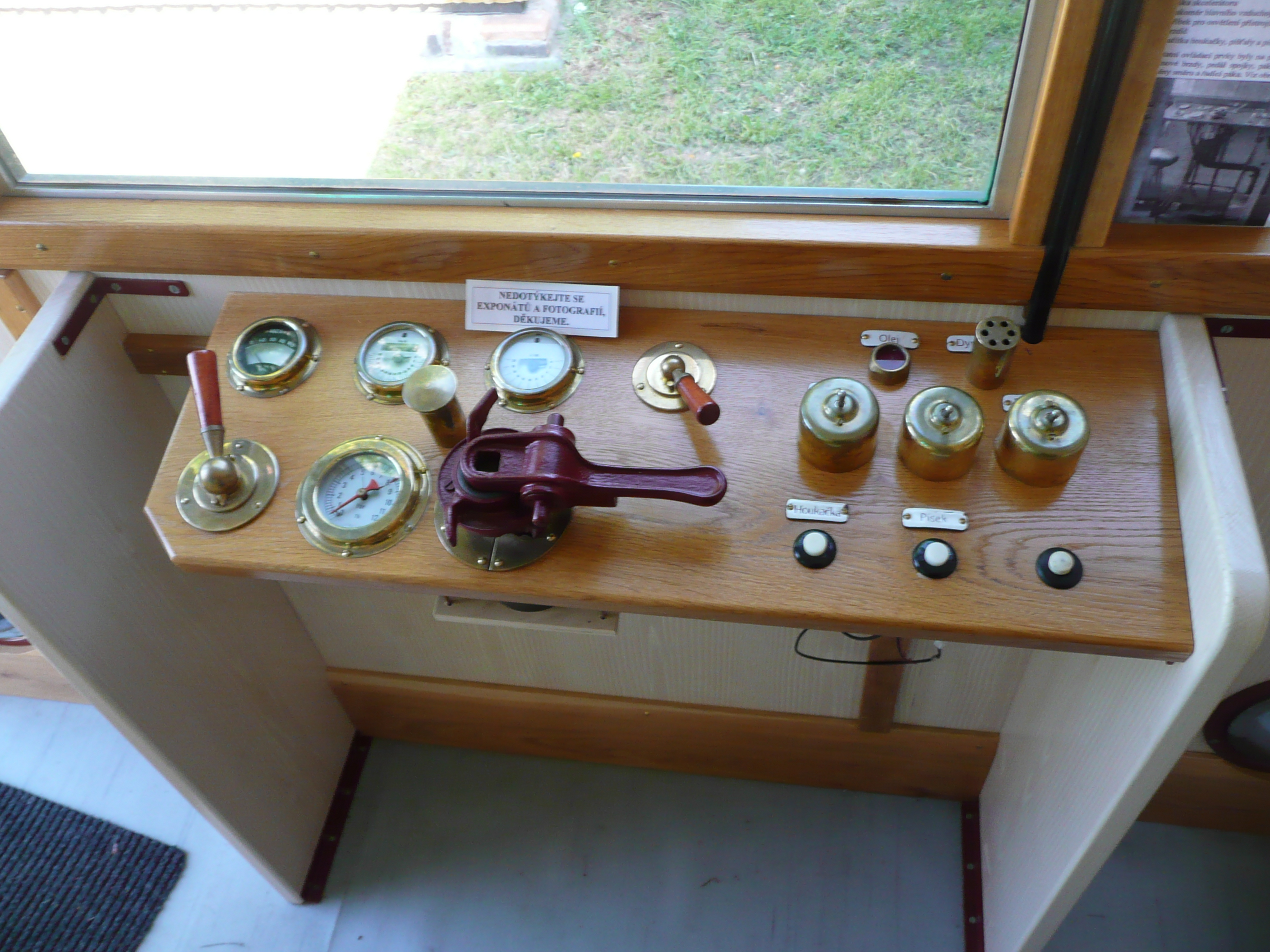
Führerpult des renovierten M 120 206
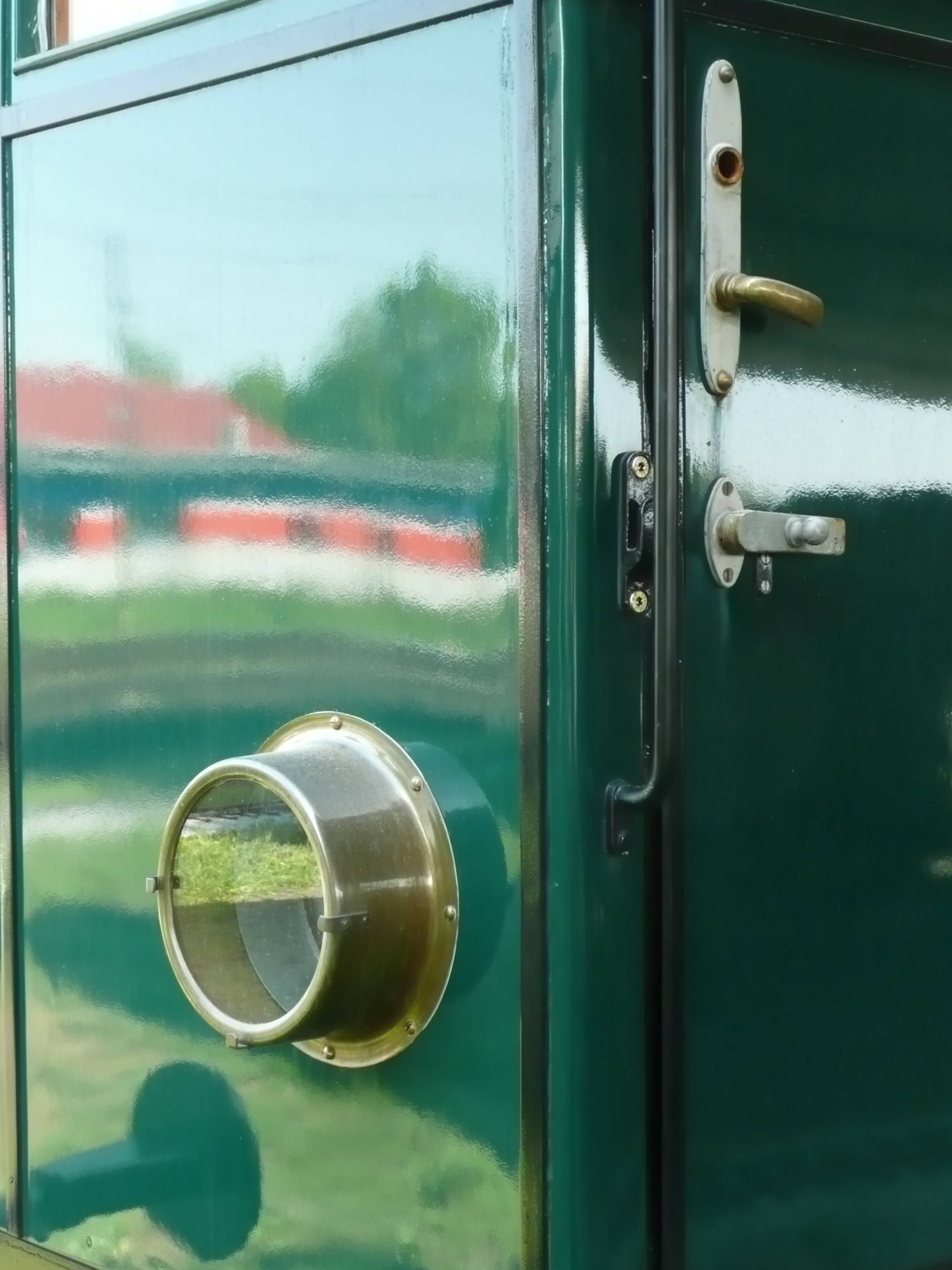
Frontansicht des renovierten M 120 206